# Samuel Prout
Samuel Prout (pronunciado /p|r|aʊ|t; Plymouth, 17 de septiembre de 1783 - 10 de febrero de 1852) fue un acuarelista británico y uno de los maestros de la pintura arquitectónica con acuarela. Consiguió el puesto de pintor en acuarelas ordinario del rey Jorge IV en 1829 y posteriormente de la reina Victoria. John Ruskin, cuyo trabajo a menudo emulaba el de Prout, escribió en 1844: «a veces me canso de Turner, pero nunca de Prout». A menudo se le compara con sus contemporáneos: Turner, Constable y Ruskin, a quienes enseñó. Era tío del artista John Skinner Prout.

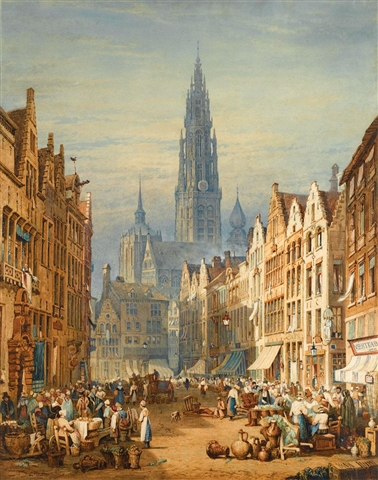
Día de mercado

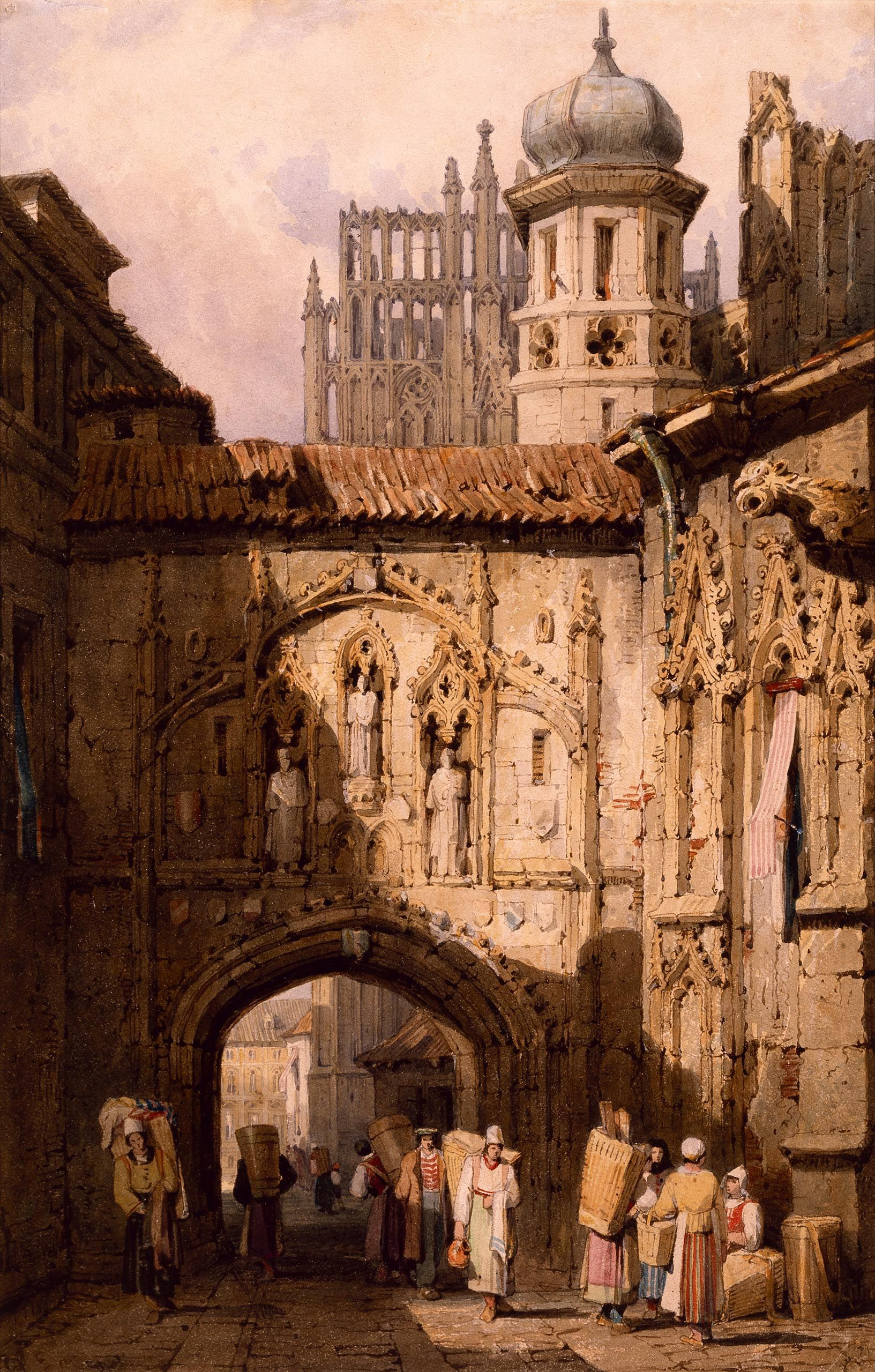
Una vista de Núremberg

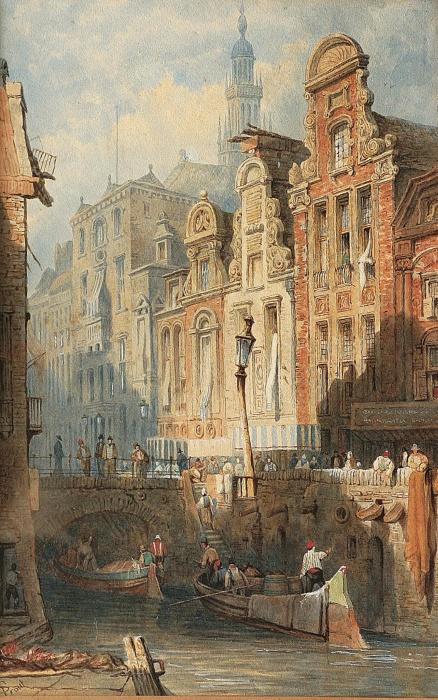
Ayuntamiento de Utrecht en 1841

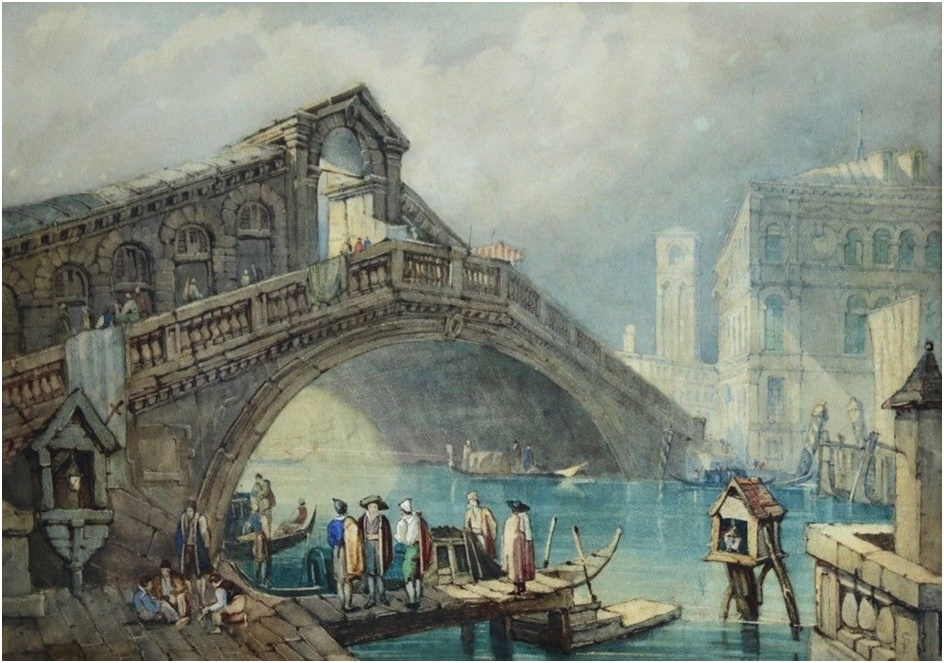
El Puente de Rialto de Venecia

## Biografía
Nació en Plymouth, el cuarto de catorce hijos de Samuel Prout padre, un armador naval de la ciudad portuaria, y Mary Cater. Al asistir a la Plymouth Grammar School, estuvo bajo la influencia de su maestro, John Bidlake, quien animó a él y a Benjamin Haydon en su aprendizaje artístico. Pasaron días enteros de verano dibujando las tranquilas cabañas, los puentes rústicos y los románticos molinos de agua de los hermosos valles de Devon. Con John Britton, hizo un viaje a través de Cornualles para probar suerte en la realización de bocetos para las Bellezas de Inglaterra de Britton. En 1803 se trasladó a Londres, donde permaneció hasta 1812. Al casarse con Elizabeth Gillespie en 1810, tuvieron cuatro hijos; Rebecca Elizabeth (n. 1813), Elizabeth Delsey (n. 1817), Isabella Anne (n. 1820) y Samuel Gllespie (n. 1822).
En Londres, vio nuevas posibilidades y se esforzó por corregir y mejorar su estilo estudiando las obras de la naciente escuela de paisaje. Para ganarse la vida, pintaba piezas marinas para el vendedor de grabados Palser, enseñaba a estudiantes y publicaba libros de dibujo para estudiantes. Fue uno de los primeros en utilizar la técnica de la litografía.
Sin embargo, no fue hasta aproximadamente 1818 que descubrió su estilo. Cuando llegó el momento de hacer su primera visita al continente y de estudiar las pintorescas calles y mercados de sus ciudades, se encontró en una nueva y encantadora provincia del arte. Su mirada captó los rasgos pintorescos de la arquitectura y su mano los registró con habilidad. La composición de sus dibujos era exquisitamente natural; su color exhibía «la asociación más verdadera y feliz entre el sol y la sombra»; los pintorescos restos de la arquitectura antigua se representaron con la más feliz amplitud y amplitud, con la más sincera percepción y disfrute de su aspereza desgastada por el tiempo; y la solemnidad de las grandes catedrales destacó con sorprendente efecto.
Estableció su reputación con estas escenas callejeras y obtuvo elogios de su antiguo alumno John Ruskin. Hasta Prout, dice Ruskin, una artificialidad excesiva y torpe caracterizaba lo pintoresco: las ruinas que dibujaban los primeros artistas «parecían descompuestas a propósito; las malas hierbas que ponían parecían usadas como adorno». Por lo tanto, es de Prout el mérito de la creación de las características esenciales que faltaban en el arte anterior, en particular «ese sentimiento que resulta de la influencia, entre las líneas nobles de la arquitectura, del desgarro y el óxido, la fisura, el liquen, y la hierba, y de los escritos en las páginas de los antiguos muros de los confusos jeroglíficos de la historia humana». En otras palabras, Prout no representa insensiblemente signos de edad y decadencia principalmente en aras de texturas interesantes, sino que emplea estas texturas y otras características de lo pintoresco para crear impresiones profundamente sentidas de una edad noblemente soportada. Aunque a menudo se los compara, ni Turner ni él eran artistas vulgares, y mientras Turner se concentraba en las infinitas bellezas de la naturaleza, él estaba más interesado en el paisaje urbano.
Recibió el codiciado título de Painter in Water-Colours in Ordinary (Pintor en Acuarela Ordinaria) del rey Jorge IV en 1829, y posteriormente de la reina Victoria.
En el momento de su muerte, apenas había un lugar en Francia, Alemania, Italia (especialmente Venecia) o los Países Bajos donde no se le hubiera visto buscando frontones antiguos y piezas esculpidas de piedra. Murió después de un derrame cerebral en su casa del 5 De Crespigny Terrace, Denmark Hill, Londres y fue enterrado en el cementerio de West Norwood.
Una gran cantidad de sus cuadernos de bocetos, litografías, libros de cuentas, cartas y materiales familiares originales se conservan en el North Devon Athenaeum, Barnstaple, Devon. La colección se vendió en una subasta en 2010 y gran parte fue adquirida por el Plymouth City Museum & Art Gallery, sumándose a las existencias existentes de su obra.
Su hijo Samuel Gillespie Prout siguió los pasos de su padre y también pintó acuarelas. Su sobrino fue el compositor Ebenezer Prout. Otro miembro de la familia, John Skinner Prout, hizo carrera pintando y escribiendo libros en Tasmania.

## Obras seleccionadas

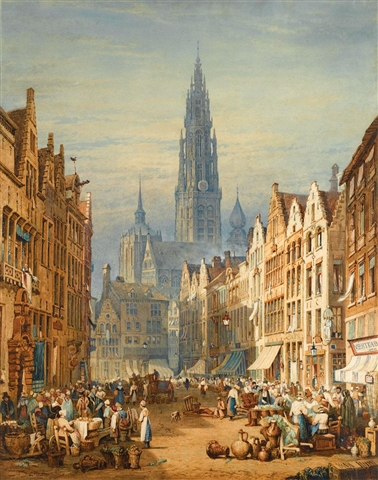
Mercado y Catedral de Amberes, 1823
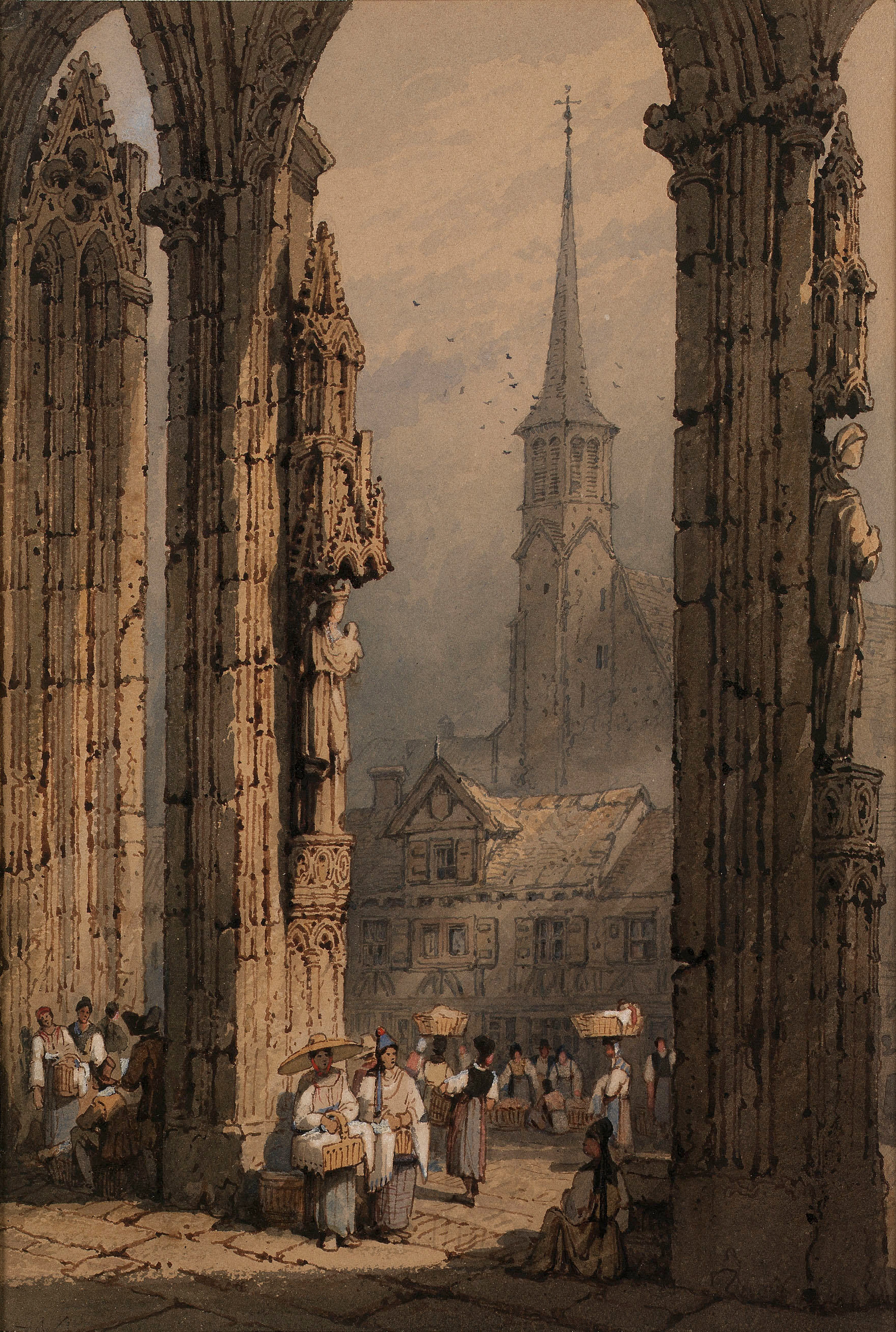
El portal de la catedral de Ulm, 1823
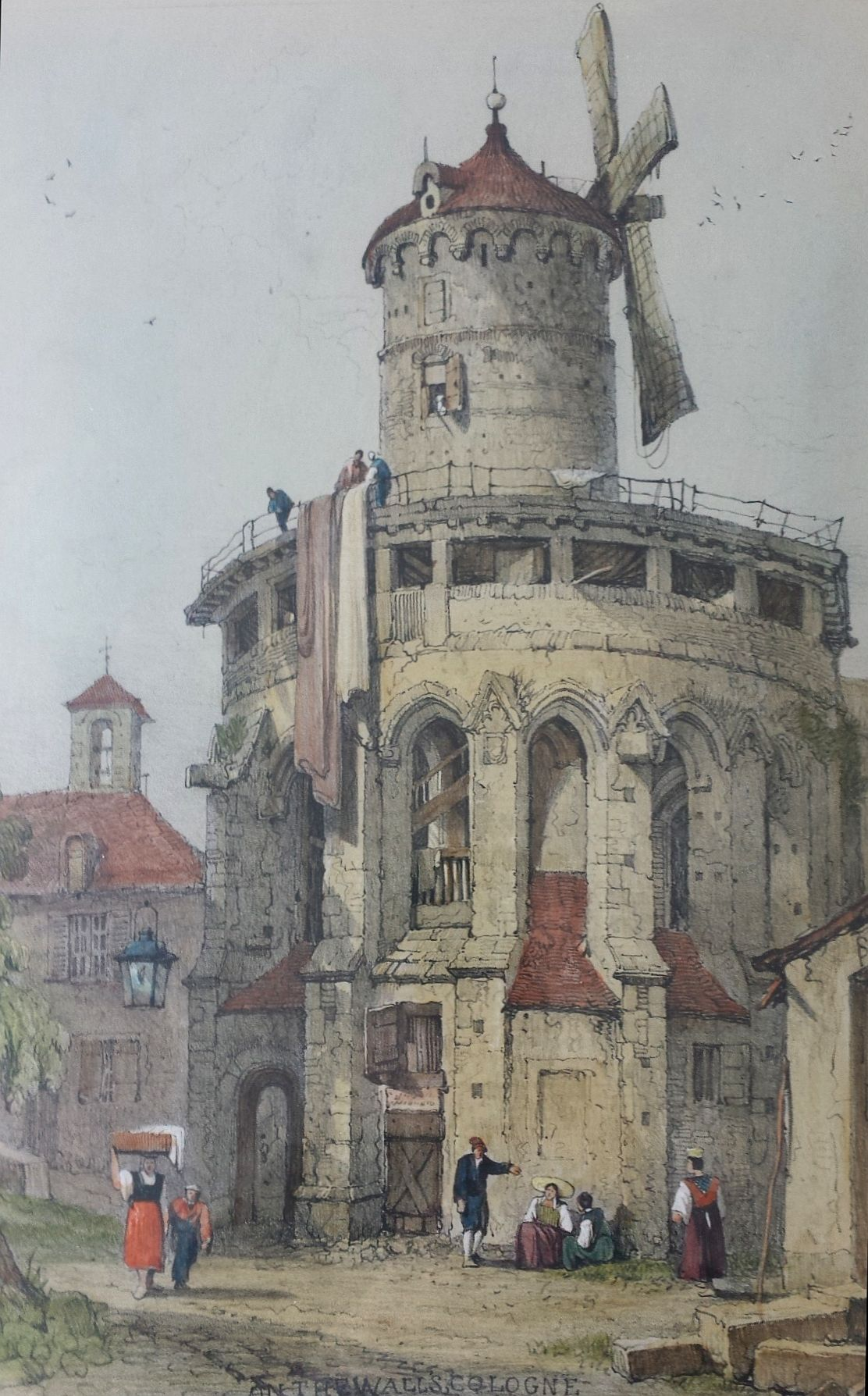
Ulrepforte de Colonia, 1824
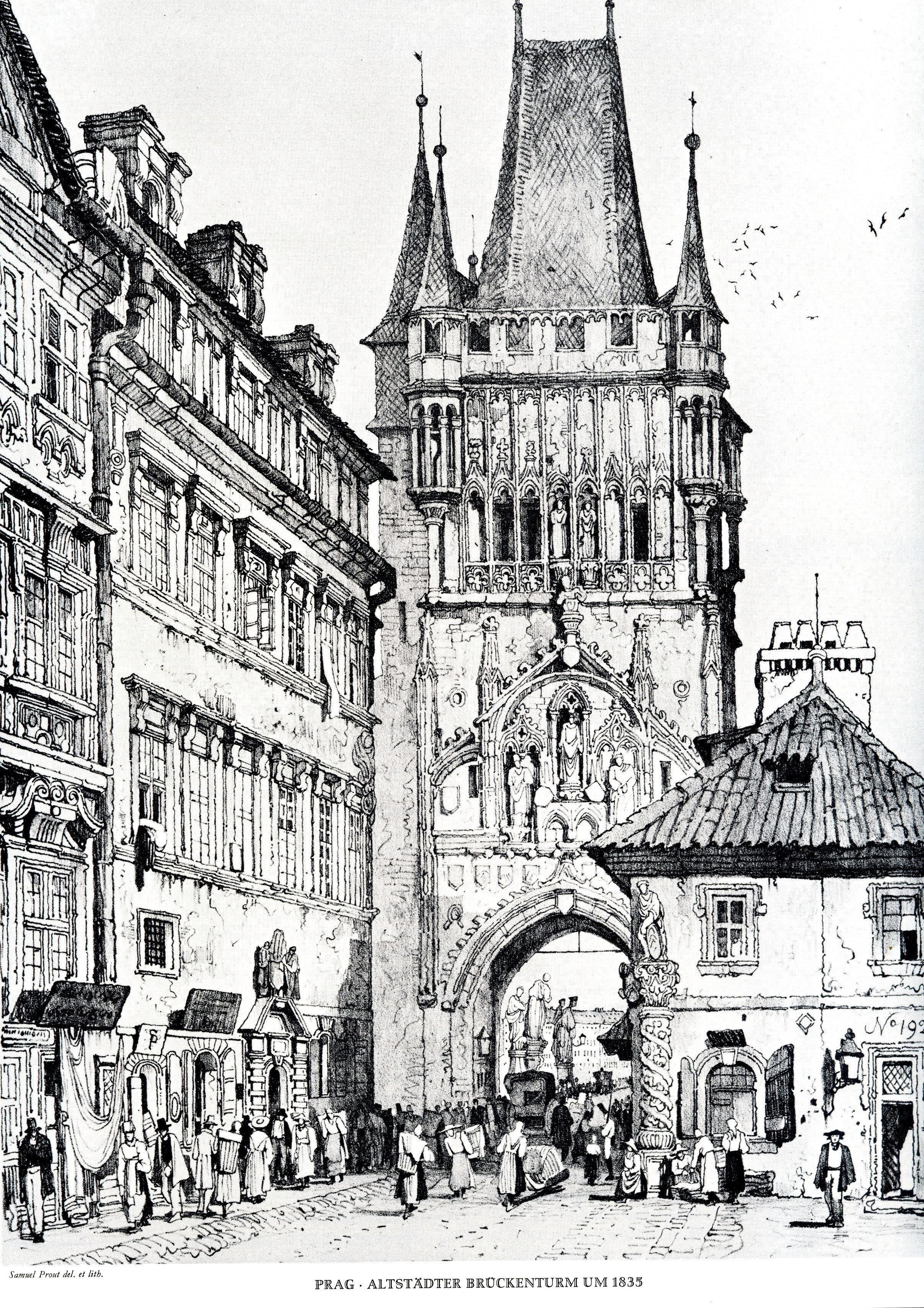
Torre del Puente de la ciudad vieja de Praga, 1835
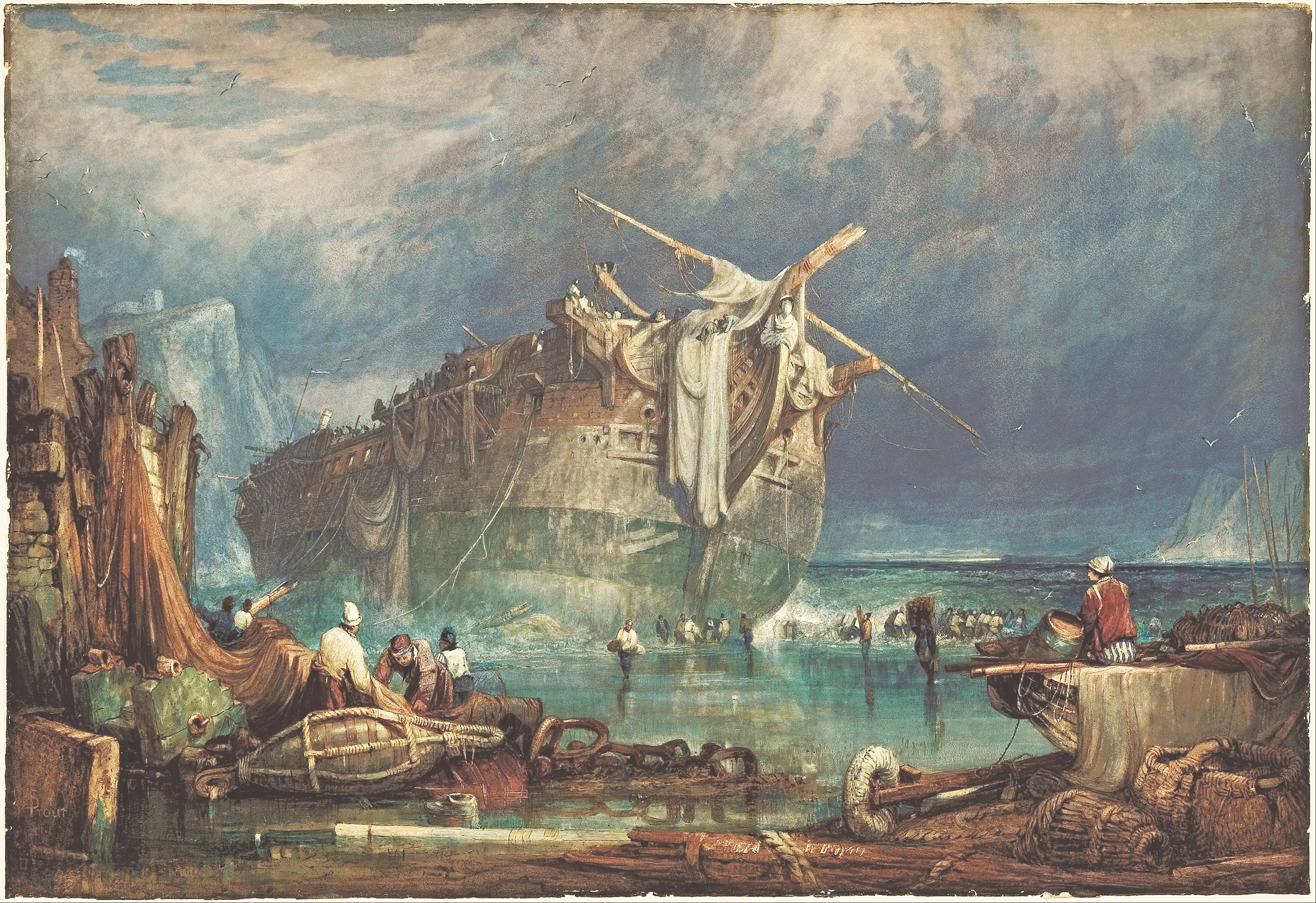
El salvamento de un buque, 1848
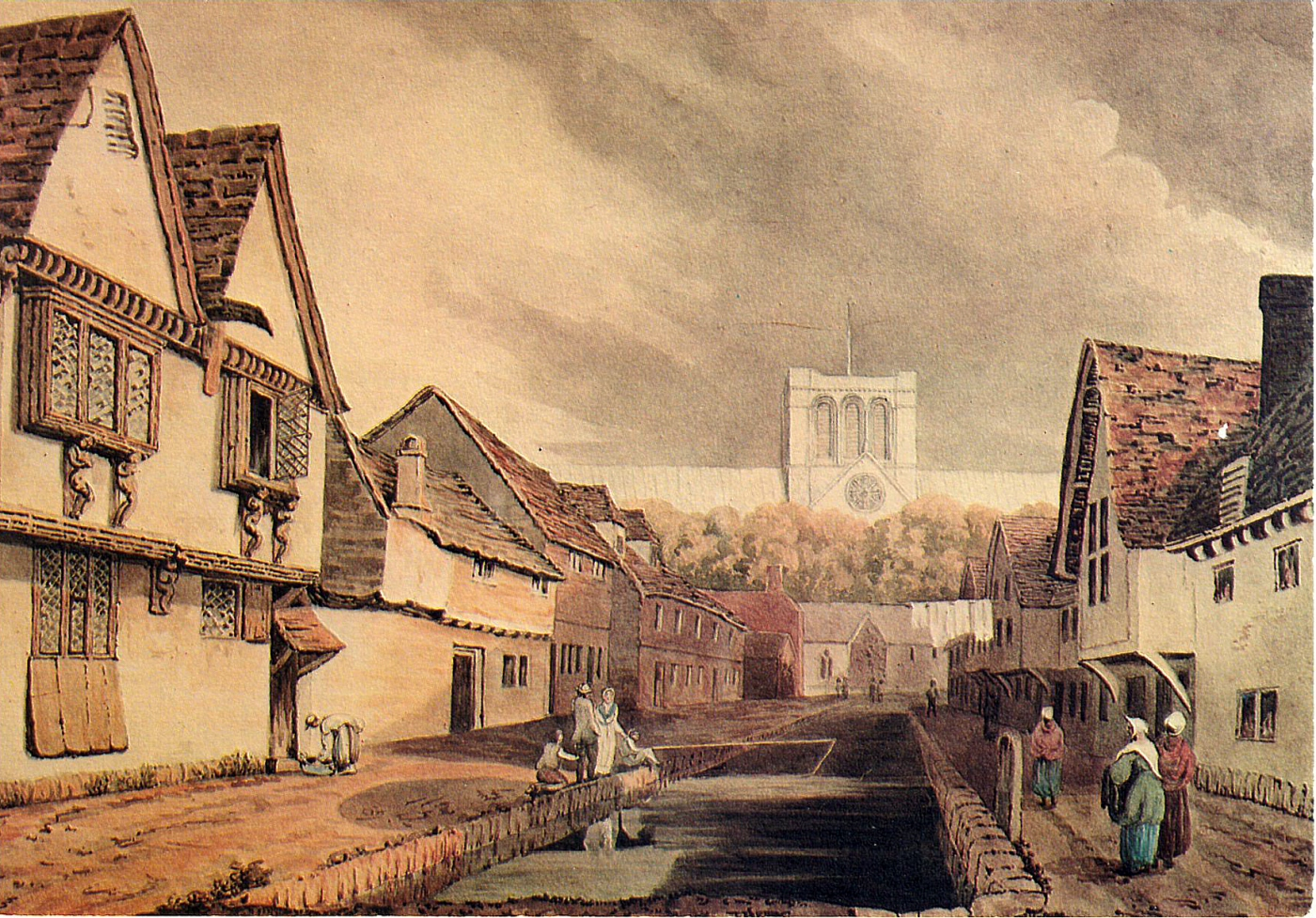
Middle Brook Street en Winchester Reino Unido, 1813

## Otras lecturas
Por Samuel Prout
- Delineaciones pintorescas en los condados de Devon y Cornwall T. Palser, Londres 1812.
- Paisaje del pueblo de Prout T. Palser, Londres 1813.
- Rudimentos del paisaje en estudios progresistas (R. Ackermann Londres, 1813)
- Estudios pintorescos de cabañas R. Ackermann 1816
- Bocetos del estuario del Támesis T Palser Londres 1817
- Bocetos marinos Rowney & Forster, Londres 1820.
- Edificios pintorescos en Normandía Rodwell y Martin, Londres 1821.
- Vistas del norte de Inglaterra R. Ackermann 1821.
- Estudios de la naturaleza Rodwell & Martin London 1823
- Ilustraciones del Rin J. Dickinson 1824.
- Vistas en Alemania J. Dickinson 1826.
- Interiores y exteriores Ackermann & Co 1834
- Consejos sobre luces y sombras Ackermann & Co 1838
- Microcosmos Tilt & Bogue de Prout, Londres 1841.

Sobre Samuel Prout
- Ruskin, Juan . Una memoria de Prout (en Art Journal 1849)
- Prout comparado con Turner en la exposición de la Tate.  Exposición Tate Turner/Prout
- Sabine Baring-Gould sobre Samuel Prout, s:Personajes de Devonshire y eventos extraños/Samuel Prout
- Ruskin, Juan . Notas sobre la colección de dibujos en préstamo de la Fine Art Society de Samuel Prout y William Hunt (The Fine Art Society, 1880).
- Varios. Chisholm, Hugh, ed. (1911). "Prout, Samuel" . Enciclopedia Británica . vol. 22 (11 ed.). Prensa de la Universidad de Cambridge. páginas. 490–491.  </link>
- Lockett, Richard. Samuel Prout (1783–1852) (Batsford Ltd, 1985).ISBN 0-7134-3491-0
- Graham, Pablo. Cementerio de West Norwood: La conexión Dickens (Amigos del cementerio de West Norwood, 1995).